# Àlgebra de Clifford

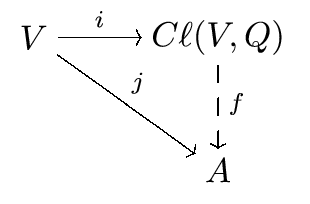
Un diagrama que mostra la propietat universal de l'àlgebra de Clifford: donada una àlgebra associativa A, només hi ha un homomorfisme d'àlgebra pel qual el diagrama canvia.

En matemàtiques, una àlgebra de Clifford és una àlgebra generada per un espai vectorial amb una forma quadràtica, i és una àlgebra associativa unitària amb l'estructura addicional d'un subespai distingit. Com àlgebres K, generalitzen els nombres reals, els nombres complexos, els quaternions i diversos altres sistemes de nombres hipercomplexos.   La teoria de l'àlgebre de Clifford està íntimament relacionada amb la teoria de les formes quadràtiques i les transformacions ortogonals. Les àlgebres de Clifford tenen aplicacions importants en una varietat de camps, com ara la geometria, la física teòrica i el processament d'imatges digitals. Reben el nom del matemàtic anglès William Kingdon Clifford (1845–1879).
Les àlgebres de Clifford més familiars, les àlgebres de Clifford ortogonals, també es coneixen com àlgebres de Clifford (pseudo-) riemannianes, a diferència de les àlgebres de Clifford simplèctiques.

## Introducció i propietats bàsiques
Una àlgebra de Clifford és una àlgebra associativa unitària que conté i és generada per un espai vectorial V sobre un camp K, on V està equipat amb una forma quadràtica Q : V → K. L'àlgebra de Clifford Cl(V, Q) és l'àlgebra associativa unital "més lliure" generada per V subjecta a la condició
{\displaystyle v^{2}=Q(v)1\ {\text{ per tot }}v\in V,} on el producte de l'esquerra és el de l'àlgebra i l' 1 és la seva identitat multiplicativa. La idea de ser l'àlgebra "més lliure" o "més general" subjecta a aquesta identitat es pot expressar formalment mitjançant la noció de propietat universal, com es fa a continuació.
Quan V és un espai vectorial real de dimensió finita i Q és no degenerat, Cl(V, Q) es pot identificar amb l'etiqueta Clp,q(R), indicant que V té una base ortogonal amb p elements amb ei2 = +1, q amb ei2 = −1, i on R indica que es tracta d'una àlgebra de Clifford sobre els reals; és a dir, els coeficients dels elements de l'àlgebra són nombres reals. Aquesta base es pot trobar per diagonalització ortogonal.
L'àlgebra lliure generada per V es pot escriure com l'àlgebra tensor ⨁n≥0 V ⊗ ⋯ ⊗ V, és a dir, la suma directa del producte tensor de n còpies de V sobre tot n. Per tant, s'obté una àlgebra de Clifford com el quocient d'aquesta àlgebra tensor per l'ideal de dues cares generat per elements de la forma v ⊗ v − Q(v)1 per a tots els elements v ∈ V. El producte induït pel producte tensor en l'àlgebra quocient s'escriu utilitzant juxtaposició (p. ex. uv ). La seva associativitat deriva de l'associativitat del producte tensor.
L'àlgebra de Clifford té un subespai distingit V, sent la imatge del mapa d'incrustació. Aquest subespai en general no es pot determinar de manera única donada només una K -àlgebra que és isomòrfica a l'àlgebra de Clifford.
Si 2 és invertible en el camp de terra K, llavors es pot reescriure la identitat fonamental anterior en la forma {\displaystyle uv+vu=2\langle u,v\rangle 1\ {\text{ for all }}u,v\in V,} on {\displaystyle \langle u,v\rangle ={\frac {1}{2}}\left(Q(u+v)-Q(u)-Q(v)\right)} és la forma bilineal simètrica associada a Q, mitjançant la identitat de polarització.
Les formes quadràtiques i les àlgebres de Clifford de la característica 2 formen un cas excepcional en aquest sentit. En particular, si char(K) = 2 no és cert que una forma quadràtica determini necessàriament o únicament una forma bilineal simètrica que compleixi Q(v)=(v,v),  Moltes de les afirmacions d'aquest article inclouen la condició que la característica no és 2, i són falses si s'elimina aquesta condició.

## Exemples: àlgebres de Clifford reals i complexes
Les àlgebres de Clifford més importants són aquelles sobre espais vectorials reals i complexos equipats amb formes quadràtiques no degenerades.
Cadascuna de les àlgebres Clp,q(R) i Cln(C) és isomòrfica a A o A ⊕ A, on A és un anell de matriu completa amb entrades de R, C o H. Per a una classificació completa d'aquestes àlgebres vegeu Classificació d'àlgebres de Clifford.

## Aplicacions[7]

### Geometria diferencial
Una de les principals aplicacions de l'àlgebra exterior és en la geometria diferencial on s'utilitza per definir el paquet de formes diferencials en una varietat llisa. En el cas d'una varietat (pseudo-) Riemanniana, els espais tangents vénen equipats amb una forma quadràtica natural induïda per la mètrica. Així, es pot definir un paquet de Clifford en analogia amb el paquet exterior. Això té una sèrie d'aplicacions importants en la geometria riemanniana. Potser més important és l'enllaç a una varietat de spin, el seu paquet d'espinors associat i les varietats de spinc.

### Física
Les àlgebres de Clifford tenen nombroses aplicacions importants en física. Els físics solen considerar que l'àlgebra de Clifford és una àlgebra que té una base generada per les matrius γ0, ..., γ3 γ0, ..., γ3, anomenades matrius de Dirac.

### Visió per computador
Les àlgebres de Clifford s'han aplicat al problema del reconeixement i classificació d'accions en visió per computador. Rodríguez et al  proposen una incrustació de Clifford per generalitzar els filtres MACH tradicionals a vídeo (volum espaciotemporal 3D) i dades amb valors vectorials com el flux òptic. Les dades amb valors vectorials s'analitzen mitjançant la transformada de Clifford Fourier. A partir d'aquests vectors es sintetitzen filtres d'acció en el domini de Clifford Fourier i el reconeixement de les accions es realitza mitjançant la correlació de Clifford. Els autors demostren l'eficàcia de la incorporació de Clifford reconeixent accions típicament realitzades en llargmetratges clàssics i televisió esportiva.